# Alejo Carpentier
Alejo Carpentier (Lausanne, 1904. december 26. – Párizs, 1980. április 24.) francia apa és orosz anya házasságából született kubai író. Bár maga az író azt állította, hogy Kubában, Havannában született, de Svájcban megtalálták a születési anyakönyvi kivonatát, amiből kiderült, hogy ez nem igaz.

## Életrajza
A Carpentier család 1908 és 1909 között telepedett le Havannában.
Eredetileg zenét és építészetet tanult, de 1921-ben félbehagyta tanulmányait és újságírással kezdett foglalkozni.
1927-ben a diktátorellenes nyilatkozat aláírása miatt rövid időre börtönbe került. Egy évvel később a kubai Machado-diktatúra elől Párizsba utazott, és több, mint tíz évig ott is élt. Itt szoros kapcsolatot ápolt a szürrealistákkal, részt vett André Breton Révolution Surréaliste nevű irodalmi kiadványának szerkesztésében. Egy hanglemezvállalatnál kezdett dolgozni, majd szürrealista lapoknak dolgozott és folyóiratokat szerkesztett.
1933-ban Madridban kiadta első regényét, a kubai néger szokásokat tükröző, lukumi nyelvű címet viselő Ecue-Yamba-O-t, ami annyit jelent: Dicsértessék az Isten.
1939-től 1945-ig újra Kubában, majd a forradalom győzelméig (1959) Venezuelában élt.
Hazatérése után Havannában egyetemi tanár, a Kubai Író- és Képzőművész Szövetség alelnöke, és a Kubai Országos könyvkiadó igazgatója lett.
1949-ben jelent meg az El reino de este mundo (Földi királyság) című regénye, mely a 18. század végi Haitin játszódik, a rabszolgalázadásokkal terhes időszakban. Eme regény előszavában fogalmazta meg, mit jelent a "csodás való" (lo real maravilloso): "a mi csodás valónk az, amit nyers állapotban, látensen, mindenütt jelenlévőként találunk meg egész Latin-Amerikában".
1959-ben Los pasos perdidos (Elveszett nyomok) című regénye lát napvilágot, melynek főhőse egy zenetörténész, akit ősi hangszerek felkutatására primitív törzsek közé küldenek, s a fizikai távolodása saját világától időutazást eredményez: középkor, majd a kőkorszak kultúrfokán élő emberek közé kerül az őserdőben.
1962 – El siglo de las luces (A fény százada) című regénye Victor Hugues történelmi személye köré fonódik, és a francia forradalomnak a karibi szigetvilág társadalmára gyakorolt végzetes hatásával foglalkozik.
Carpentier irodalmát rendkívüli műveltség, bűvös atmoszféra-teremtő képesség hatja át.

## További művei
- 1944 – Viaje a le semilla (A dolgok kezdete – elbeszélés)
- 1956 – El acoso (Embervadászat – kisregény)
- 1974 – El recurso del método (Rendszerek és módszerek – regény)
- 1974 – Concierto barocco (Barokk zene – kisregény)
- 1978 – La consagración de la primavera (Tavaszi áldozat – regény)
- 1978 – El arpa y la sombra (A hárfa és az árnyék – kisregény)

## Magyarul
- Embervadászat; ford. Lengyel Péter; Európa, Bp., 1963 (Modern könyvtár)
- Földi királyság; ford. Gulyás András; Európa, Bp., 1971
- A fény százada. Regény; ford. Dankó Éva, utószó Salvador Bueno; Európa, Bp., 1976
- Barokk zene; ford. Tóth Éva; Magvető, Bp., 1977
- Eltűnt nyomok. Regény; ford. Scholz László; Európa, Bp., 1978
- Irodalom és politikai tudat Latin-Amerikában; ford. Dés Mihály; Gondolat, Bp., 1979
- Az idő háborúja. Elbeszélések; ford. Lengyel Péter, Nagy Mátyás; Európa, Bp., 1979 (Európa zsebkönyvek)
- A kubai festészet 50 éve; kiállításszerv. Kubai Kulturális Minisztérium, Kulturális Kapcsolatok Intézete, Szépművészeti Múzeum, bev. Alejo Carpentier, ford. Geskó Judit, kiállításrend. Oscar Morina, Cifka Péterné; Szépművészeti Múzeum, Bp., 1979
- A hárfa és az árnyék; ford. Tóth Éva; Magvető, Bp., 1982 (Rakéta Regénytár)
- Rendszerek és módszerek; ford. Gulyás András; Magvető, Bp., 1982 (Világkönyvtár)
- A dolgok kezdete. Alejo Carpentier összes elbeszélése; összeáll. Dobos Éva, ford. Dobos Éva, Lengyel Péter, Nagy Mátyás; Noran, Bp., 2001
- Földi királyság; ford. Gulyás András, előszó ford. Dés Mihály; GloboBook, Bp., 2015